# Castel Guelfo di Bologna
Castel Guelfo di Bologna är en ort och kommun i storstadsregionen Bologna, innan 2015 i provinsen Bologna, i regionen Emilia-Romagna i Italien. Kommunen hade 4 537 invånare (2018).